# Angaeus
Angaeus es un género de arañas araneomorfas de la familia Thomisidae. Fue descrito por el sueco Tord Tamerlan Teodor Thorell en 1881.

## Especies
- Angaeus canalis (Tang & Li, 2010)
- Angaeus christae Benjamin, 2013
- Angaeus comatulus Simon, 1909
- Angaeus lenticulosus Simon, 1903
- Angaeus liangweii (Tang & Li, 2010)
- Angaeus pentagonalis Pocock, 1901
- Angaeus pudicus Thorell, 1881
- Angaeus rhombifer Thorell, 1890
- Angaeus rhombus (Tang & Li, 2009)
- Angaeus verrucosus Benjamin, 2017
- Angaeus zhengi (Tang & Li, 2009)